# Damian Wierling
Damian Matthias Armin Wierling (Essen, 13 febbraio 1996) è un ex nuotatore tedesco.

## Biografia
Ha rappresentato la Germania ai Giochi olimpici estivi di Rio de Janeiro 2016, gareggiando nei 50 e 100 metri stile libero e nelle staffette 4x100 metri stile libero e 4x100 metri misti.
Ai Campionati europei di nuoto di Glasgow 2018 ha vinto, con i connazionali Fabian Schwingenschlögl, Christian Diener, Marius Kusch, Jan-Philip Glania e Philip Heintz, la medaglia di bronzo nella staffetta 4x100 metri misti.

## Palmarès
- Europei

Glasgow 2018: bronzo nella 4x100m misti.
- Olimpiadi giovanili

Nanchino 2014: argento nella 4x100m misti, bronzo nei 100m sl, nei 200m sl e nella 4x100m sl.
- Europei giovanili

Poznan 2013: argento nella 4x100m misti e nella 4x100m sl mista, bronzo nella 4x100m sl e nella 4x200m sl.
Dordrecht 2014: oro nella 4x200m sl, argento nei 100m sl, nella 4x100m sl, nella 4x100m sl mista e nella 4x100m misti mista, bronzo nella 4x100m misti.

## International Swimming League
| Stagione 2020 |
| ------------- |
| NY Breakers   |